# Кутенаи (окръг)
Окръг Кутенаи или Кутней (на английски: Kootenai County) е окръг в щата Айдахо, Съединени американски щати. Площ 3408 km² (1,57% от площта на щата, 24-то място). Население – 108 685 души (2017), 9,02% от населението на щата, 3-то място, гъстота 31,9 души/km². Административен център град Кор Дълейн.
Окръгът е разположен в северната част на щата. На запад граничи с щата Вашингтон, на север – с окръг Бонър, на изток – с окръг Шошони, на юг – с окръг Бенъуа. Релефът е предимно планински, като източнита му част е заета от западните склонове на планините Кор Дълейн с максимална височина връх Латур 6408 f (1953 m), издигащ се в крайния югоизточен ъгъл на окръга. В западната част релефът е хълмист и нископланински. От юг на север, а след град Кор Дълейн на запад протича част от средното течение на река Спокан (179 km, ляв приток на Колумбия), на която е разположено красивото езеро Кор Дълейн (129 km²). От изтос в него се влива река Кор Дълейн.
Най-голям град в окръга е административният център Кор Дълейн 44 137 души (2010 г.), разположен на река Спокан, при изтичането ѝ от езерото Кор Дълейн. Втори по големина е град Пост Фолс 27 574 души (2010 г.), разположен също на река Спокан. Други по-големи градчета са: Хейдън 13 294 души и Ратдръм 6820 деши.
През окръга преминават участъци от 1 междущатска магистрала и 1 междущатско шосе:
- Междущатска магистрала  – 37 мили (59,5 km), от запад на изток, в т.ч. и през град Кор Дълейн;
- Междущатско шосе  – 52 мили (83,7 km), от юг на север, в т.ч. и през град Кор Дълейн.

Окръгът е основан на 22 декември 1864 г., като е отделен от окръг Нез Пърс и е наименуван по името на индианското племе кутенаи (в превод „водни хора“) населявало тези райони. В южната част на окръга попада северния сектор на индианския резерват „Кор Дълейн“.